# لسپرسو
لسپرسو (به انگلیسی: L'Espresso) یک مجله خبری هفتگی مترقی ایتالیایی است. این مجله یکی از دو هفته‌نامه برجسته ایتالیایی به‌شمار می‌رود. دیگری مجله محافظه‌کار پانوراما است که از سال ۲۰۲۲ توسط بی‌اف‌سی‌مدیا، یک گروه چند رسانه‌ای ایتالیایی منتشر می‌شود.

## تاریخچه و مشخصات
لسپرسو یکی از برجسته‌ترین مجلات خبری ایتالیا است که در اکتبر ۱۹۵۵ در رم به عنوان یک مجله هفتگی، توسط کارلو کاراکیولو و صنعتگر مترقی آدریانو اولیوتی از انتشارات ان‌آی‌آر (نسخ‌های رومی جدید) تأسیس شد، این انتشارات سازنده ماشین‌های تحریر اولیوتیاست. سردبیران اصلی آن آریگو بندتی و یوجنیو اسکالفاری بودند.

## شمارگان
تیراژ لسپرسو در سال ۱۹۸۴ ۳۰۰۰۵۷ نسخه بود؛ در سال ۲۰۰۷ به ۴۰۰۳۳۴ نسخه رسید و آن را به چهارمین مجله خبری پرفروش ایتالیا تبدیل کرد. تیراژ آن در سال ۲۰۱۰ ۳۳۴۲۶۰ نسخه بود. بر اساس گزارش تغییر وضعیت محتویات توسط گدی گروپو ادیتوریاله، در سال ۲۰۱۳، تیراژ آن ۲۳۹۰۰۰ نسخه بود. و در ژوئن ۲۰۱۴ به ۱۹۵۷۸۷ رسید.

## ویراستاران
- آریگو بندتی (۱۹۵۵–۱۹۶۳)
- یوجنیو اسکالفاری (۱۹۶۳–۱۹۶۸)
- جیانی کوربی [آن] (۱۹۶۸–۱۹۷۰)
- لیویو زانتی [آن] (۱۹۷۰–۱۹۸۴)
- جووانی والنتینی (روزنامه‌نگار) [آن] (۱۹۸۴–۱۹۹۱)
- کلودیو رینالدی (۱۹۹۱–۱۹۹۹)
- جولیو آنسلمی [آن] (۱۹۹۹–۲۰۰۲)
- دانیلا هامویی (۲۰۰۲–۲۰۱۰)
- برونو مانفلوتو [آن] (۲۰۱۰–۲۰۱۴)
- لوئیجی ویسینانزا (۲۰۱۴–۲۰۱۶)
- توماسو سرنو (۲۰۱۶–۲۰۱۷)
- مارکو دامیلانو (۲۰۱۷–اکنون)

## مشارکت کنندگان
- انتسو بیاجی
- جورجیو بوکا
- ماسیمو کاچیاری
- ریتا سیریو
- اومبرتو اکو
- کارلو فروترو
- ماسیمیلیانو فوکساس
- داریا گالاتریا
- فابریزیو گاتی
- طاهر بن جلون
- نائومی کلاین
- فرانکو لوسنتینی
- ساندرو مجیستر
- آلبرتو موراویا
- مویسس نیم
- جرمی ریفکین
- روبرتو ساویانو
- میشل سرا
- لورنزو سوریا
- آندری اشتاسیوک
- مارکو تراوالیو
- جیانی واتیمو
- برونو زوی